# Suimanga murí
El suimanga murí (Cyanomitra veroxii) és un ocell de la família dels nectarínids (Nectariniidae).

## Hàbitat i distribució
Habita zones costaneres i boscos de ribera del sud de Somàlia, est de Kenya, est de Tanzània cap al sud a la llarga de la costa i grans rius a Zanzibar, Malawi, Zimbabwe i Moçambic.